# A rózsa neve (film)
A rózsa neve (Le Nom de la rose / Il nome della rosa / Der Name der Rose) 1986-ban készült színes francia–olasz–nyugatnémet film. Jean-Jacques Annaud alkotása Umberto Eco 1980-ban megjelent világsikerű könyve, A rózsa neve című regény alapján készült. A forgatási előkészületek évekig tartottak. Ez a film volt akkoriban a legnagyobb költségvetésű európai produkció, a Kleopátra (1963) óta a legnagyobb külső díszleteket építették fel hozzá. Négy író vett részt a forgatókönyv elkészítésében, a hitelesség érdekében pedig a rendező több mint háromszáz kolostort keresett fel a világ különböző pontjain. A filmet a kritika fanyalogva fogadta, a közönség körében viszont éppolyan sikeres volt, mint a könyv.

## Történelmi háttér
|  | Alább a cselekmény részletei következnek! |

A XIV. században járunk. A pápák évek óta Avignonban székelnek: történetünk idején XXII. János Isten földi helytartója. A pápa a francia uralkodót, Szép Fülöpöt támogatta a templomos lovagok ellenében, akiket a király – alighanem igazságtalanul – mindenféle szörnyűségekkel vádolt. Fülöp valódi célja valószínűleg az volt, hogy pápai segédlettel megszerezze a lovagrend vagyonát. Őszentsége, XXII. János Nápolyi Róbert javaslatára nem volt hajlandó egyik német-római császárt sem elismerni uralkodónak: 1314-ben ugyanis öt német választófejedelem Frankfurtban császárrá választotta Bajor Lajost, miközben ugyanaznap a Majna túlpartján a rajnai választófejedelem és Köln érseke Ausztriai Frigyest emelte ugyanarra a trónra. (Az érvényes császárválasztáshoz mind a hetük azonos döntése lett volna szükséges.) Ezzel zűrzavaros időszak vette kezdetét. 1322-ben azonban Lajos legyőzte Frigyest. XXII. János kiátkozta a győztest, mire a császár eretnekké nyilvánította a pápát. E hatalmi villongások közepette a ferencesek Cesenai Mihállyal az élükön hitigazsággá nyilvánították Krisztus szegénységét, hogy ezzel megőrizzék rendjük erényességét és tisztaságát. XXII. János a pápai hatalom elleni támadást látott a ferencesek kinyilatkoztatásában, mert úgy vélte, ezzel veszélybe került az az alapelv, mely szerint a császárnak nincs joga püspököket választani, a pápának viszont hatalmában áll császárt választani. Ezért 1323-ban a pápa a Cum inter nonnullos nevű dekrétumban elítélte a ferencesek tételeit. Ezáltal viszont Lajos császár szövetségesre talált a pápával szembekerült ferencesekben. Ebben a történelmi helyzetben játszódik a regény és a film cselekménye, amikor még van esély arra, hogy János pápa és Lajos császár megegyezést találjanak, az egyházszakadás pedig elkerülhető legyen.

## A cselekmény
|  | Alább a cselekmény részletei következnek! |

Bernardo Gui és az apát úr (F. Murray Abraham és Michael Lonsdale)

Az Úr 1327. esztendejében járunk. Melki Adso és mestere, Baskerville-i Vilmos egy császárbarát apátságba érkeznek. (Adso, a történet elbeszélője a később bekövetkezett szörnyűséges események miatt nem ad pontos helymeghatározást az apátságról.) Az apát úr az éles eszű és tapintatos Vilmost – akit viselkedése és előneve alapján Sherlock Holmes középkori elődjének tekinthetünk, Adso neve pedig Sherlock Holmes segítőjének nevére, „Watson”-ra hajaz – kéri fel arra, hogy segítsen felderíteni egy, az apátságban történt különös halálesetet. Otrantói Adelmust, a fiatal kora ellenére is nagy tekintélynek örvendő miniatúrafestőt egyik reggel a kecskepásztor holtan találta az Aedificium keleti őrbástyája alatti meredély tövében. Viharos éjszakán történt a tragédia, meg sem lehetett állapítani, a szerencsétlen vajon melyik ablakból zuhant ki. Gyanúra adott okot viszont az, hogy másnap egyetlen nyitva hagyott ablakot sem találtak, ráadásul az ablakok olyan magasságban vannak, hogy azokon képtelenség véletlenül kiesni. Vilmos a tőle elvárt tapintattal és ravaszsággal lát neki a nyomozáshoz, Adso segédletével. Hamarosan újabb halálesetek történnek. A nyomok az apátság féltve őrzött könyvtárába vezetnek, ahová Vilmos és Adso is csupán titokban tud bejutni. A szörnyű bűntények árnyékot vetnek az apátságra, amely pedig nagy horderejű eseménynek ad otthont: itt találkoznak a ferencesek és a pápaság képviselői, hogy teológiai vitát folytassanak Jézus szegénységéről. Ebben a látszólag egyszerűnek tűnő kérdésben támadt nézeteltérések ugyanis már-már az egyházszakadás rémével fenyegetnek. A bűntények miatt az apát úr végül a Szent Inkvizíció beavatkozását kéri. A kor egyik legkönyörtelenebb inkvizítora, Bernardo Gui érkezik az apátságba. Gui alaposabb tájékozódás nélkül eretnek összeesküvésként értékeli az eseményeket, a demokrácia álcája mögött ítélkezik, máglyákat állíttat. A máglyahalálra ítéltek egyike az a fiatal parasztlány, aki a szerelmet jelenti Adso számára…

## A film

### Előzmények
Jean-Jacques Annaud még a megjelenés előtt olvasott a könyvről a Le Monde-ban. Különösen az keltette fel az érdeklődését, hogy Eco munkájában egy görög nyelven írt eltűnt könyvről van szó, ugyanis Annaud rajong a görög nyelvért és persze a középkori apátságokért, melyek egyikében a könyv eltűnt. A rendező lelkesedésében még a megjelenés előtt megszerezte a francia fordítást. 1982 nyarán hozzá is kezdett, hogy filmet készítsen a terjedelmes műből. Akkor már dolgozott A medve (1988) című filmjén, de félbehagyta, hogy előbb A rózsa nevé-t valósítsa meg.

### A forgatókönyv
Első lépésként Annaud Alain Godard segítségével kb. 150 oldalas „vizsgálati anyag”-ot állított össze a regény alapján. Ez tartalmazta a szereplők listáját főbb jellemzőikkel együtt. Mielőtt hozzákezdtek volna a tulajdonképpeni forgatókönyvíráshoz, ki kellett választani a terjedelmes regényből a film számára fontos történéseket, meghatározni a mondanivalót. Annaud kulcsfontosságúnak tartotta a bűnügyi cselekményszálat, ezért a bűnügyi filmekkel kapcsolatos irodalmat kezdte tanulmányozni, például François Truffaut ma már klasszikusnak számító interjúkötetét Alfred Hitchcockkal. Annaud célja az volt, hogy a középkor miliőjében hitchcocki légkört teremtsen. A rendező egy évet szánt a forgatókönyv megírására, bár sokan kételkedtek abban, hogy meg tud-e majd birkózni a hatalmas feladattal. A kételkedők között volt Alexandre Mnouchkine is, aki később a film egyik producere lett. Umberto Eco nem kívánt részt venni a forgatókönyv megírásában. Az volt a véleménye, hogy az ő feladata a könyv megírásával véget ért, a film viszont más műfaj, amelyhez ő nem ért. A rendezőt sem akarta befolyásolni: hagyta, hogy Annaud szabadon megvalósíthassa saját értelmezését az irodalmi műről. Ennek ellenére mindvégig kitűnő kapcsolatban álltak egymással, melyet kölcsönös tisztelet jellemzett egymás munkája iránt. (A film egyik jelenetében Baskerville-i Vilmos egy olyan könyvre bukkan, melyet egy bizonyos Bolognai Umberto kommentál. A fiktív név utalás az íróra, aki a bolognai egyetemen tanult, majd oktató lett ugyanott.) Annaud és Godard 9-féle forgatókönyv-változatot írtak. Miután a rendezőnek a kilencedik verzió se tetszett, Godard bedobta a törülközőt.
Annaud úgy vélte, hogy a forgatókönyv megírásában a bűnügyi szálat kell szem előtt tartani, mert a regény gazdag és összetett kulturális-történeti ismeretanyaga nagyon elragadná az írót. Felmerült David Newman, Peter Feibleman, Alvin Sargent és David Mamet neve. Végül Gérard Brach, Roman Polański állandó munkatársa szállt be a munkába, aki két további forgatókönyv-változatot írt. Neki sikerült a legjobban megragadnia a lényeget a cselekményt és a szereplőket illetően, beleértve azok motivációját és külsejét is. Ez utóbbi témában Annaud fantáziáját megmozgatták Hieronymus Bosch és Pieter Brueghel festményei is, noha azok történelmi korban nem illettek a regényhez. Ecónak egyetlen kikötése volt, hogy a filmet angolul forgassák, mivel az a XX. század latinja. A forgatókönyv megírásába ezért Howard Franklint is bevonták. Nem lehetett azonban figyelmen kívül hagyni a német producer kérését sem, hogy valami „németes” jellege is legyen az egésznek. A német producer Andrew Birkint javasolta erre a feladatra, aki két újabb forgatókönyv-változatot írt. Végül az utolsó verziót Annaud egyedül fejezte be, mert mindenki „kidőlt” mellőle munka közben.

### Helyszín- és producerkeresés
Annaud a megfelelő helyszín és a vállalkozó szellemű producer megtalálása érdekében járt Rómában, Tokióban, Madridban, Londonban, Los Angelesben és Párizsban, néhol többször is. A film első producere, Gérard Lébovici gyilkosság áldozata lett, ezért új pénzembert kellett találni helyette. Alexandre Mnouchkine elvállalta ugyan a produkciót, de drágállotta a költségvetést, továbbá öregnek is érezte magát ilyen nagyszabású vállalkozás kézben tartására. A németeket javasolta koprodukciós partnernek: az NSZK-ban ugyanis nagyon népszerű volt Annaud előző filmje, A tűz háborúja (1981). A rendező a németekkel történt megbeszélés után a koprodukció mellett döntött, sőt egy évre Münchenbe költözött, hogy ott dolgozzon a filmen. Az egyik német producer, Bernd Eichinger mindenét feltette a filmre, cége épületét is eladta, hogy befejezhessék a forgatást. A kockázatvállalás meghozta a gyümölcsét, A rózsa neve komoly anyagi sikert hozott.
Annaud több száz kolostort keresett fel a világ különböző pontjain, jegyzeteket készített róluk, de egyik helyszín sem felelt meg az igényeinek. Ezeket az épületeket ugyanis az évszázadok során többször átalakították, ezért már nem tükrözték a XIV. századi állapotokat. Egyedül a hesseni Eberbach kolostorra lehet ráismerni a filmben, ez lett a helyszíne számos belső és külső jelenetnek. Ez a XII. században a Rajna mentén, a Rheingau borvidéken alapított ciszterci kolostor a XIV–XVI. században élte fénykorát, ekkor mintegy 100 szerzetes és 200 laikus testvér lakhatta. A barátok régi, középkori formájában megmaradt hálóterme lett a filmben a szkriptórium, az ispotályból lett az étkező, a pincéből a bírósági terem. (Az eberbachi épületegyüttes nagyobb része a harmincéves háború pusztításait követő XVII. századi újjáépítést tükrözi, ezeket a felvételek során elkerülték).

### Díszletek és kellékek
Az apátság külsejét, a meredek tornyot és a fentebb nem említett helyszíneket mind meg kellett építeni a film számára. Az első díszletet Franciaországban építették fel, költségvetési okokból azonban a torony túl kicsi lett. A francia díszlettervező nem volt hajlandó Annaud elképzelései szerint olcsóbb díszletet építeni, ezért távoznia kellett. Utódja a Fellini- és Pasolini-filmek kitűnő díszlettervezője, Dante Ferretti lett, aki feleannyi pénzből elkészítette az Annaud által megálmodott díszletet. A rendező ragaszkodott az elképzeléseihez, csak kisebb változtatásokba egyezett bele a díszletépítés során. Maga a díszletépítés körülbelül fél évig tartott. Annaud a kész díszletet korhűvé akarta tenni, ezért szakembereket szerződtetett azzal a céllal, hogy penésszel és mohával vonják be a vadonatúj falakat.

#### A labirintus
Eco úgy írta le a labirintust, mint aminek 100 szobája van, de nem írt az emeletekről. Erre Annaud hívta fel a figyelmét. Végül Dante Ferrettivel közösen tervezték meg a labirintust lépcsőkkel és emeletekkel, hiszen az építmény egy toronyban van. Mivel a valóságban leginkább kétdimenziós (ösvények, falak alkotta) labirintusok ismertek, ezért variálható kartonmakettek és a díszletekről készített fényképek segítségével találták ki a megoldást. Figyelembe vették Escher A lépcsők és Piranesi A börtönök című alkotásait is, melyek térbeli labirintusokat ábrázolnak. A labirintus szobáiból csak hármat építettek meg teljes egészében, ezekben cserélgették a könyveket, hogy a nézőnek az legyen az érzése, hogy a szereplők mindig máshol járnak. A labirintust – ami egy 30 méteres torony öt emelettel és egy bonyolult lépcsőrendszerrel – a római Cinecittàban építették fel 1 hónap alatt.

#### Egyéb helyszínek
A film legnagyobb részét Olaszországban forgatták. Annaud egy Róma környéki séta során figyelt fel egy hegyre, ami ideális helyszínnek tűnt, látható is a film elején. Az egyik jelenetben Vilmos és Adso egy föld alatti katakombába kerülnek. A rendező ezt az epizódot a Vatikánhoz tartozó „hivatalos” katakombákban szerette volna felvenni, de nem kapott forgatási engedélyt. A véletlen sietett a segítségére. Egyszer egy római étteremben ebédelt, s kiderült, hogy az étteremnek van egy saját katakombája, ahol sikerült leforgatni a jelenetet. A szerencse egyébként máskor is a stáb segítségére sietett. Az egyik jelenethez például valódi hóra volt szükség, leginkább azért, mert a forgatás vége felé jártak, a megmaradt csekély pénzügyi keretből pedig műhóra már nem futotta volna. Noha Rómában igen ritka volt a hóesés, a kellő időben megérkezett a hó. Vele együtt pedig egy újabb probléma: a nagy hó miatti közlekedési problémák következtében szinte alig jelent meg valaki a stábból a forgatás helyszínén. Végül a nehézségek ellenére sikerült a „havas” epizódokat is rögzíteni.

#### A kódexek
Annaud a hitelesség érdekében a középkor minél több szakértőjét be akarta vonni a forgatási előkészületekbe. A felesége és Jacques Le Goff, a középkor elismert kutatója segített neki a szakértők megkeresésében. Mindegyik szakembernek volt valami specialitása, amihez különösen értett: a középkori hétköznapok, az öltözködés, a fazekasmesterség, a vallási kérdések, a kolostorok életvitele stb. Annaud minden részletre pontos választ akart, s aszerint írta aktuális társával a forgatókönyvet.
Le Goff irányítása mellett készültek a filmben látható kódexek is. Ezeket Annaud három csoportra osztotta. Az elsőbe azok a kódexek tartoztak, amelyek csak a háttérben voltak láthatók, így ezek aprólékos kidolgozására érthető módon nem fordítottak túl sok időt és energiát. A második csoportba azok kerültek, amelyek kinyitva is láthatók a film egyes jeleneteiben, de nincsenek róluk közeli felvételek. Ezeket a kódexeket már nagyobb odafigyeléssel készítették, de a részletekre ebben az esetben sem szenteltek túl sok figyelmet. A harmadik, kiemelt kategóriát azok a kódexek alkották, amelyekről közeli képek is voltak a cselekmény során. Ezeket a könyveket már kellő alapossággal állították elő. Kidolgozottságuk ugyan nem lett olyan tökéletes, mint egy igazi kódexé, de a különbséget laikusok szinte észre sem vennék. Az egyik forgatási napon Annaud úgy döntött, hogy a nagy kódexről a közeli felvételeket csak a következő napon fogja megcsinálni. Másnapra viszont a becses könyv eltűnt a díszletből. 8 hónapig tartott, míg egy másikat készítettek helyette. A könyvről a közeli felvételek végül az utolsó pillanatban, pár nappal a bemutató előtt készültek el. Később kiderült, hogy az „eredeti” könyv lapjait az egyik főszereplő vitte el: Annaud 1-2 év múlva az illető lakásának a falán látta őket viszont.
A cselekmény során egy könyvnek különösen nagy szerepe van: ez Arisztotelész Poetikája, amely tulajdonképpen útmutató a művészetekhez. A könyv ebben a formában valójában nem létezett, inkább egy előadássorozat volt a tanítványok számára. Arisztotelész halála után bizonyos részek megjelentek, mások elkallódtak a feljegyzéseivel együtt. Arisztotelész elképzelése szerint a mű első része a tragédiáról, a második része a komédiáról értekezne. Ez utóbbi a „tiltott könyv” a filmben.

### A színészek
Baskerville-i Vilmos (kitalált személy) szerepére Annaud eredetileg ismeretlen színészt akart, akinek az arcához, személyiségéhez nem köthető semmilyen híres alakítás. Több száz, 50 év körüli színészt nézett meg Anglia és az Egyesült Államok nagyobb városainak színtársulataiban. Csak később döbbent rá arra, hogy aki 50 éves koráig nem lett igazán ismert színész, annak egyszerűen nincs olyan kisugárzása, amire pedig ehhez a szerephez szükség van. E felismerést követően már ismert színészekben kezdett el gondolkodni. Szóba került Albert Finney, Michael Caine, Richard Harris, Ian McKellen, Jack Nicholson, Yves Montand és Robert De Niro. Úgy tűnt, De Niro lesz a befutó, noha fiatalabb volt a kívánatosnál. A szereppel kapcsolatban azonban más elképzelései voltak, mint a rendezőnek. De Niro ragaszkodott ahhoz, hogy valódi párbajra kerüljön sor Vilmos és Gui között, Annaud viszont csak szellemi párbajt akart. De Nirót tehát ejteni kellett, s ekkor felmerült Paul Newman és Anthony Perkins neve. Mike Ovitz ügynök azonban kitartóan javasolta Sean Conneryt. Annaud-nak több okból nem tetszett a javaslat. Szerinte Connery személyéhez túlságosan kötődik James Bond szerepe, ráadásul az utolsó filmjeiben nem játszott túl jól, viszont elég drága színész volt. Bernd Eichinger producer azt javasolta, hallgassák meg Conneryt, hogy ezzel megszabaduljanak tőle. A próba – Annaud és Eichinger őszinte meglepetésére – ragyogóan sikerült: Connery elsőre úgy mondta a szöveget, ahogyan a rendező elképzelte. Umberto Eco eleinte fanyalgott az ex-Bond színész szerződtetése miatt, a film megtekintése után viszont ő is elismerően nyilatkozott a sztár alakításáról. A Columbia Pictures azonban nem adta be a derekát: ők nem akarták Conneryt, mert szerintük már nem volt elég nagy név, s mivel a rendező ragaszkodott a színészhez, az amerikai cég lemondta a film finanszírozását.
Melki Adsót Eco ostobának tartotta, aki nem érti a mesterét, Annaud azonban olyannak akarta ábrázolni, aki végül felülkerekedik Vilmoson, mert megért valami olyasmit is, amit mestere, az ész embere nem: az ösztönök és a szerelem világát. Az akkoriban mindössze 16 éves Christian Slater kapta Adso szerepét, mivel minden szükséges tulajdonsággal rendelkezett, ami a figura megformálásához kellett. A lány szerepére Annaud több színésznővel is próbafelvételt akart készíteni. A szerelmi jelenet volt a próbafelvétel tárgya, ám Christian Slater mindjárt az első színésznővel készült felvétel után kijelentette, hogy a többivel már képtelen lenne megcsinálni ugyanezt a jelenetet. A szerepet tehát az első lány, Valentina Vargas kapta. A szerelmi jelenetet Annaud a forgatás vége felé akarta ténylegesen felvenni, amikorra már Slater és Vargas jobban megismerik egymást. A díszletépítés ütemezése miatt azonban mindjárt a forgatás első napjaiban sor került ennek az epizódnak a rögzítésére. Slaternek nem mondták meg pontosan, hogy mi is fog történni, mit csinál majd Vargas, hogy a fiatal színész meglepődése minél hitelesebb legyen.

Burgosi Jorge (Feodor Chaliapin Jr.)

A többi szerepre ugyancsak számos jelölt volt. Az apát úr eljátszására alkalmasnak tűnt például Philippe Noiret, Alberto Sordi és Adolfo Celi, végül a kitűnő Michael Lonsdale-t szerződtették. Remigius szerepére felmerült Michel Galabru és Jean Carmet neve. A figurát aztán Helmut Qualtinger játszotta el, akinek ez volt az utolsó filmszerepe: a bemutató évében elhunyt. Berengár szerepét Annaud Jean-Claude Brialynek szánta, végül Michael Habecknek ajánlotta fel, aki remekül oldotta meg a feladatot. Malakiás szerepére komoly esélyes volt az amerikai Jack Palance, majd a francia Jean Rochefort, végül az olasz Franco Franchi. Franchi meg is kapta volna a szerepet, ám nem volt hajlandó tonzúrát csináltatni magának, ezért le kellett mondani róla. Jorge szerepét a színész-rendező John Huston vállalta el, ám gyenge egészségi állapota miatt olyan feltételei voltak (egyszerre vegyék fel a jeleneteit, legyen fűtés a forgatási helyszínen stb.), melyeket a hitelességre törekvő Annaud nem tudott teljesíteni. (Fűtés például azért nem volt, hogy a hidegre a színészek épp olyan természetesen, a nyakuk összehúzásával reagáljanak, mint a középkori szerzetesek.) A szerepre ezután egy idős személy jelentkezett, Feodor Chaliapin Jr., a híres orosz operaénekes fia. Az orosz- és olaszországi színészi tapasztalatokkal rendelkező aggastyán megkapta a szerepet, melyet remekül el is játszott.

A púpos Salvatore, a dolciánus eretnek (Ron Perlman)

Minden színésznek – Conneryt is beleértve – valódi tonzúrát kellett készíteni. Tekintettel arra, hogy karakteres arcuk miatt választották őket, sminkelésük nemigen vett igénybe napi fél óránál hosszabb időt. Az egyetlen kivételt Annaud jó barátja, a púpos Salvatorét játszó Ron Perlman jelentette, akit esetenként 5 órán keresztül sminkeltek. Annaud meglehetősen ingerült lett, mikor az első forgatási napon Sean Connery szandálban és zokniban jelent meg, mondván, hogy fázik a lába. Felelősségre vonta a kellékest, hogy miért adott Conneryre szandált és zoknit, mikor a ferencesek mezítláb jártak. Végül megállapodtak abban, hogy azokban a jelenetekben, melyek során Connery lába nem látszik, a színész viselhet zoknit, sőt akár bakancsot is, de amikor a lába is látható, akkor csak szandált, ami engedmény volt a hitelesség rovására. Amikor azonban ellenőrizték az egyik jelenet hangfelvételét, Annaud felfigyelt egy furcsa, ismétlődő hangra. Kiderült, hogy a hang Connery csizmájától származik, amint az a márványpadlóval érintkezik. A hibát persze korrigálni kellett. Connery egyébként pontosan olyan csuhát viselt, mint az igazi ferences rendiek: a kelléket Annaud Marokkóban készíttette el. Connerynek mellesleg nemcsak a rendezővel gyűlt meg a baja, hanem az operatőrrel is. Tonino Delli Colli ugyanis végig beszélt a forgatás alatt, ami a koncentrálásra törekvő színészt nagyon idegesítette. Annaud megpróbálta meggyőzni az operatőrt, hogy nem némafilmet csinálnak, melynek forgatásán a stáb nyugodtan zajonghat is, hiszen semmi nem lesz hallható. Az operatőr állítólag ezt felelte: „Fellini két Oscar-díjat kapott azokért a filmekért, melyeket együtt csináltunk, pedig azok forgatásán is folyton beszéltem.”

## Bakik
Minden igyekezet ellenére A rózsa neve sem mentes a bakiktól. Néhány ezek közül:
- Baskerville-i Vilmos feltételezi, hogy citromlével is írtak a pergamenre, ezért amikor gyertya felé tartja, a rejtett írás a hő hatására láthatóvá válik. A bemutatót később az apát előtt is megismétli. A valóságban erre már nincs lehetőség: a gyertyafény fölött láthatóvá vált citromlé nem válik ismét láthatatlanná, mivel a benne lévő cukor a meleg hatására kicsapódik.
- Az utolsó halottszemle során a hullát „játszó” színész többször pislog.

## Magyar kritikai visszhang
A film hazai kritikái közül érdemes azt idézni, amelyik a regény magyar fordítójának, Barna Imrének a tollából jelent meg:
„Ez a film nem »A rózsa neve,« hanem annak képregényen nevelkedett kamaszok szájába rágott krimiváltozata. Annaud szándéka nyilván az volt, hogy amit a regény világából szavakban és cselekményben úgysem tud, illetve esze ágában sincs visszaadni, azt majd megjeleníti képekben, mi az neki. Ezért építtetett fel Dante Ferrettivel egy csakugyan lenyűgöző hitelességű helyszínt, ezért kérte fel történészszakértőnek Jacques Le Goffot, az egyik legtekintélyesebb francia középkorkutatót. […] A film képi világa, képi hitelessége – mármint ami a karikaturisztikus szereplők hátterét illeti – remek, igen, ezt meg kell adni. […] A művelt emberek az elmúlt években sokat beszéltek »A rózsa neve« című regényről, tudják, hogy már egész irodalma van, és tudós szimpozionok tárgyát képezi. »A rózsa neve« című regényt, mely több mint ötszáz oldal, a művelt emberek vagy elolvasták, vagy nem. »A rózsa neve« című filmből most alig több mint másfél óra alatt még a műveletlen ember is megtudhatja, hogy… hogy ki a gyilkos. Állítom, hogy az Oscar-díjas francia rendező egyes-egyedül az ebbéli divatos kíváncsiság »utcán át« való, gyors kielégítése céljából készítette ezt a szerzeteses filmjét, számítva arra a zsibbasztó érzésre, mely manapság a legtöbb emberen úrrá lesz, ha ötszázegynéhány oldalas regényt kézbe vesz.”
(Barna Imre: Nulla rosa est. In: Filmvilág 88/5, 40–42. oldal)
A szigorú fordító–kritikus a film hibájaként említi a térbeli labirintust is, ami szerinte kizárólag a látvány miatt került a filmbe, ám aligha hihető, hogy el lehetne tévedni benne.  Barna a kritikájában szóvá teszi még, hogy a karakteres arcok kiválasztásával Annaud egyértelművé teszi, hogy egy-egy figura „vagy agyalágyult, vagy buzeráns, vagy mindkettő”, továbbá azt, hogy kiből lesz áldozat és kiből gyanúsított. Nem tartja logikusnak a filmbeli Vilmos gondolkodásmódját sem, valamint kifogásolja még, hogy túl nagy hangsúlyt kap a lány alakja: a filmben szerinte ő lesz a tulajdonképpeni rózsa, akinek nevét Adso sosem tudta meg. A történeti hitelességről szólván megjegyzi, hogy a filmben az inkvizíció saját kezűleg égetett, holott a valóságban a „lelkileg” elítélteket az inkvizíció átadta a világi hatóságoknak. Nehezményezi, hogy Le Goff miért nem szólt közbe ekkora történelmi baklövés láttán.

## Umberto Eco a filmről
A könyv szerzője egyetlen alkalommal reagált nyilvánosan Annaud alkotására, amikor egyes lapok arról cikkeztek, hogy azért maradt távol a bemutatóról, mert nem ért egyet a filmmel.
„Könyv és film két különböző dolog, mindegyiknek más az alkotója, más a sorsa. Annaud nem akar az én könyvem olvasásához kulcsokat adni a közönségnek, azon kívül, hogy filmet készített belőle. És alighanem ő se venné jó néven, ha én tenném ugyanezt a filmjével. […] Ha azt mondanám például, hogy tetszett a labirintus, valaki még arra következtetne belőle, hogy nem tetszett a templom… […] A film elkészülte után választhattam, adom-e a nevemet a produkcióhoz, mint az ötletadó mű szerzője, vagy sem. […] A nevem maradt, le lehet vonni a következtetést. Ez azonban egyáltalán nem jelenti azt, hogy szerintem a film ugyanarról szól, mint a könyv. Részben igen, részben nem. A film a könyvnek egyfajta olvasata, mégpedig elsősorban vizuális olvasata.”

(Magyarósi Gizella fordítása. In: Filmvilág 1987/2, 45. oldal)

## Szereplők

### Főszereplők
- Sean Connery (Baskerville-i Vilmos)
- Christian Slater (Melki Adso)
- Helmut Qualtinger (Varaginei Remigius)
- Elya Baskin (Severinus)
- Michael Lonsdale (Abbo, az apátúr)
- Volker Prechtel (Hildesheimi Malakiás)
- Feodor Chaliapin Jr. (Burgosi Jorge)
- William Hickey (Casalei Hubertinus)
- Michael Habeck (Arundeli Berengár)
- Urs Althaus (Venantius)
- Valentina Vargas (Lány)
- Ron Perlman (Salvatore)
- Leopoldo Trieste (Cesenai Mihály)
- Franco Valobra (Kaffai Jeromos)
- Vernon Dobtcheff (Newcastle-i Hugó)
- Donald O'Brien (Pietro d'Assisi) (Donal O'Brian néven szerepel a stáblistán)
- Andrew Birkin (Cuthbert of Winchester)
- F. Murray Abraham (Bernardo Gui)
- Lucien Bodard (Bertrand bíboros)
- Peter Berling (Jean d'Anneaux)
- Pete Lancaster (Alborea püspöke)
- Dwight Weist (Melki Adso idősen) (csak hang!)

### Mellékszereplők
- Franco Adducci (szerzetes)
- Aristide Caporale (szerzetes)
- Fabio Carfora (szerzetes)
- Peter Clös (szerzetes)
- Mario Diano (szerzetes)
- Fabrizio Fontana (szerzetes)
- Rolando Fucili (szerzetes)
- Valerio Isidori (szerzetes)
- Luigi Leoni (szerzetes)
- Armando Marra (szerzetes)
- Maurizio Mauri (szerzetes)
- Ludger Pistor (szerzetes)
- Francesco Scali (szerzetes)
- Maria Tedeschi (szerzetes)
- Andrea Tilli (szerzetes)
- Ennio Lollainni (kondás)
- Emil Feist (kondás)
- Francesco Maselli (kondás)
- Renato Nebolini (kondás)
- Antonio Cetta (paraszt)
- Franco Covielleo (paraszt)
- Daniele Ferretti (paraszt)
- Luciano Invidia (paraszt)
- Mauro Leoni (paraszt)
- Massimiliano Scarpa (paraszt)
- Umberto Zuanelli (paraszt)
- Mark Bellinghaus (Jorge novíciusa)
- David Furtwaengler (novícius)
- Patric Kreuzer (novícius)
- Kim Rossi Stuart (novícius)
- Lars Bodin-Jorgensen (Otrantói Adelmus)
- Franco Diogene (pápai követ)
- Giordano Falzoni (pápai követ)
- Gina Poli (pápai követ)
- Gianni Rizzo (pápai követ)
- Lothar Schoenbrodt (pápai követ)
- Vittorio Zarfati (pápai követ)
- Carlo Bianchino (pápai testőr)
- Eugenio Bonardi (inkvizíciós testőr)
- Pietro Ceccarelli (inkvizíciós testőr)
- Franco Marino (inkvizíciós testőr)
- Hans Schödel (inkvizíciós testőr)
- Peter Welz (Nero)
- Alberto Capone (hóhér)
- Gaston Bonheur (szerzetes) (nem szerepel a stáblistán)

## Magyar változat

### Magyar hangok

#### Eredeti változat
| Szereplő                   | Magyar hang            | Magyar hang |
| Szereplő                   | 1. szereposztás (1988) | 2. szereposztás (2003) |
| -------------------------- | ---------------------- | --- |
| Baskerville-i Vilmos       | Mádi Szabó Gábor       | Kristóf Tibor |
| Melki Adso                 | Pusztaszeri Kornél     | Balázs Zoltán |
| Melki Adso idősen (hangja) | Inke László            | Bács Ferenc |
| Bernard Gui                | Gruber Hugó            | Tordy Géza |
| Severinus                  | Bitskey Tibor          | Bezerédi Zoltán |
| Burgosi Jorge              | Benkő Gyula            | Kenderesi Tibor |
| Casalei Hubertinus         | Kun Vilmos             | Fodor Tamás |
| Apát                       | Buss Gyula             | Szombathy Gyula |
| Salvatore                  | Makay Sándor           | Reviczky Gábor |
| Malakiás                   | Bicskey Károly         | Gyabronka József |
| Varaginei Remigius         | Vajda László           | Kránitz Lajos |
| Lány                       | Magda Gabi             | Botos Éva |
| Cesenai Mihály             | Horkai János           | Azonosítatlan |
| Newcastle-i Hugó           | Dengyel Iván           | Azonosítatlan |
| Bertrand bíboros           | Bodor Tibor            | Azonosítatlan |
| Inkvizíciós katona         | Varga Tamás            | Varga Tamás |
| További magyar hangok      |                        | |
| Szerzetes                  | Melis Gábor            | - |
| További hangok             | -                      | Balázsi Gyula, Barbinek Péter, Cs. Németh Lajos, Dobránszky Zoltán, Fülöp Zsigmond, Horkai János, Kardos Gábor, Rosta Sándor, Surányi Imre, Szokolay Ottó, Végh Péter |

#### Bővített változat
| Szereplő                   | Magyar hang                                                                    | Magyar hang                                                              |
| Szereplő                   | 1. szereposztás (1988-as eredeti változat + bővített jelenetek: ismeretlen év) | 2. szereposztás (2003-as eredeti változat + bővített jelenetek: 2017-18) |
| -------------------------- | ------------------------------------------------------------------------------ | ------------------------------------------------------------------------ |
| Baskerville-i Vilmos       | Újlaki Dénes                                                                   | Szélyes Imre                                                             |
| Melki Adso idősen (hangja) | Bodrogi Gyula                                                                  | Balázs Zoltán                                                            |
| Casalei Hubertinus         | Kun Vilmos                                                                     | Fodor Tamás                                                              |

### Szinkronstáb

#### Eredeti változat
| Munkakör           | Szakember                                                                                | Szakember                                          |
| Munkakör           | 1. szereposztás (1988)                                                                   | 2. szereposztás (2003)                             |
| ------------------ | ---------------------------------------------------------------------------------------- | -------------------------------------------------- |
| Felolvasó          | Bozai József                                                                             | Azonosítatlan                                      |
| Magyar szöveg      | Géczy Vera                                                                               | Géczy Vera                                         |
| Hangmérnök         | Bognár Gyula                                                                             | Takácsi Gizella                                    |
| Rendezőasszisztens | Váradi Eszter                                                                            | Lang András                                        |
| Vágó               | Gáspár Tamara                                                                            | Fényi Márta                                        |
| Gyártásvetető      | Miklai Mária                                                                             | Pálinkó Mária                                      |
| Szinkronrendező    | Vas János                                                                                | Aprics László                                      |
| Szinkronstúdió     | A szinkront a Magyar Televízió rendelte, készítette a Magyar Szinkron- és Videovállalat. | A szinkront Duna Televízió rendelte és készítette. |

#### Bővített változat
| Munkakör        | Szakember                                                                      | Szakember                                                                |
| Munkakör        | 1. szereposztás (1988-as eredeti változat + bővített jelenetek: ismeretlen év) | 2. szereposztás (2003-as eredeti változat + bővített jelenetek: 2017-18) |
| --------------- | ------------------------------------------------------------------------------ | ------------------------------------------------------------------------ |
| Magyar szöveg   | Nincs adat                                                                     | Géczy Vera                                                               |
| Szinkronrendező | Nincs adat                                                                     | Aprics László                                                            |
| Szinkronstúdió  | Nincs adat                                                                     | A szinkront a MTVA rendelte és készítette.                               |

## Fontosabb díjak és jelölések

### BAFTA-díj
- 1988 díj Sean Connery (legjobb színész)
- 1988 díj Hasso von Hugo (legjobb maszk)

### Bavaria-filmdíj
- 1987 díj Bernd Eichinger (legjobb film)

### César-díj
- 1987 díj Jean-Jacques Annaud (legjobb külföldi film)

### David di Donatello-díj
- 1987 díj Tonino Delli Colli (legjobb operatőr)
- 1987 díj Gabriella Pescucci (legjobb jelmez)
- 1987 díj Franco Cristaldi, Bernd Eichinger (legjobb producer)
- 1987 díj Dante Ferretti (legjobb díszlet)
- 1987 díj Jean-Jacques Annaud (René Clair-díj)

### Edgar Allan Poe-díj
- 1987 jelölés Andrew Birkin, Gérard Brach, Howard Franklin, Alain Godard (legjobb filmes forgatókönyv)

### Ezüst Szalag díj
- 1987 díj Tonino Delli Colli (legjobb operatőr)
- 1987 díj Gabriella Pescucci (legjobb jelmez)
- 1987 díj Dante Ferretti (legjobb díszlet)